# فریدریش هندریکس
فریدریش هندریکس (انگلیسی: Friedrich Hendrix; ۶ ژانویهٔ ۱۹۱۱ – ۳۰ اوت ۱۹۴۱) دونده سرعت اهل آلمان بود.